# 弗洛腊拉 (阿拉巴马州)
弗洛腊拉（英文：Florala），是美国阿拉巴马州下属的一座城市。面积约为10.53平方英里（约合27.28平方公里）。根据2010年美国人口普查，该市有人口1,980人，人口密度为188/平方英里（约合72.58/平方公里）。